# Kanton Collobrières
Kanton Collobrières is een voormalig kanton van het Franse departement Var. Kanton Collobrières maakte deel uit van het arrondissement Toulon en telde 13.369 inwoners (1999). Het werd opgeheven bij decreet van 27 februari 2014, met uitwerking op 22 maart 2015.

## Gemeenten
Het kanton Collobrières omvatte de volgende gemeenten:
- Bormes-les-Mimosas
- Collobrières (hoofdplaats)
- Le Lavandou